# Código ATC M01
O Código ATC M01 (Anti-inflamatórios e antirreumáticos) é um subgrupo terapêutico da classificação ATC (Anatomical Therapeutic Chemical Classification System), um sistema de códigos alfanuméricos desenvolvido pela Organização Mundial da Saúde (OMS) para classificar medicamentos e outros produtos médicos. O subgrupo M01 faz parte do grupo anatômico M (sistema musculoesquelético).
Os códigos para uso veterinário (códigos ATCvet) podem ser criados colocando a letra Q antes do código ATC para uso humano: por exemplo, QM01. Os códigos ATCvet sem os códigos ATC humanos correspondentes são citados com a letra Q inicial nessa lista. 

## M01A Anti-inflamatórios e anti-reumáticos não esteróides

### M01AAButilpirazolidinas
M01AA01 Fenilbutazona
M01AA02 Mofebutazona
M01AA03 Oxifenbutazona
M01AA05 Clofezona
M01AA06 Cebuzona
M01AA07 Aceclofenaco

### M01AB Derivados do ácido acético e substâncias relacionadas
M01AB01 Indometacina
M01AB02 Sulindaco
M01AB03 Tolmetina
M01AB04 Zomepiraco
M01AB05 Diclofenaco
M01AB06 Alclofenaco
M01AB07 Bumadizona
M01AB08 Etodolaco
M01AB09 Lonazolaco
M01AB10 Fentiazaco
M01AB11 Acemetacina
M01AB12 Difenpiramida
M01AB13 Oxametacina
M01AB14 Proglumetacina
M01AB15 Cetorolaco
M01AB16 Aceclofenaco
M01AB17 Bufexamaco
M01AB51 Indometacina, combinações
M01AB55 Diclofenac, combinações

### M01ACOxicams
M01AC01 Piroxicam
M01AC02 Tenoxicam
M01AC04 Droxicam
M01AC05 Lornoxicam
M01AC06 Meloxicam

### M01AE Derivados doácido propiónico
M01AE01 Ibuprofeno
M01AE02 Naproxeno
M01AE03 Cetoprofeno
M01AE04 Fenoprofeno
M01AE05 Fenbufeno
M01AE06 Benoxaprofeno
M01AE07 Suprofeno
M01AE08 Pirprofeno
M01AE09 Flurbiprofeno
M01AE10 Indoprofeno
M01AE11 Ácido tiaprofênico
M01AE12 Oxaprozina
M01AE13 Ibuproxam
M01AE14 Dexibuprofeno
M01AE15 Flunoxaprofeno
M01AE16 Alminoprofeno
M01AE17 Dexcetoprofeno
M01AE51 Ibuprofeno, combinações
M01AE53 Cetoprofeno, combinações

### M01AGFenamatos
M01AG01 Ácido mefenâmico
M01AG02 Ácido tolfenâmico
M01AG03 Ácido flufenâmico
M01AG04 Ácido meclofenâmico

### M01AHCoxibs
M01AH01 Celecoxib
M01AH02 Rofecoxib
M01AH03 Valdecoxib
M01AH04 Parecoxib
M01AH05 Etoricoxib
M01AH06 Lumiracoxib

### M01AX Outros agentes anti-inflamatórios e antirreumáticos não-esteroidais
M01AX01 Nabumetona
M01AX02 Ácido niflumico
M01AX04 Azapropazona
M01AX05 Glucosamina
M01AX07 Benzidamina
M01AX12 Glicosaminoglicano polissulfato
M01AX13 Proquazona
M01AX14 Orgoteína
M01AX17 Nimesulida
M01AX18 Feprazona
M01AX21 Diacereína
M01AX22 Morniflumato
M01AX23 Tenidap
M01AX24 Oxaceprol
M01AX25 Sulfato de condroitina
M01AX68 Feprazona, combinações

## M01B Angentes anti-inflamatórios/antirreumáticos em combinação

### M01BA Angentes anti-inflamatórios/antirreumáticos em combinação comcorticosteróides
M01BA01 Fenilbutazona e corticosteróides
M01BA02 Dipirocetil e corticosteróides
M01BA03 Ácido acetil salicílico e corticosteróides

## M01C Agentes antirreumáticos específicos

### M01CAQuinolinas
M01CA03 Oxicincofeno

### M01CB Compostos de ouro
M01CB01 Aurotiomalato de sódio
M01CB02 Aurotiossulfato de sódio
M01CB03 Auranofina
M01CB04 Aurotioglicose
M01CB05 Aurotioprol

### M01CCPenicilaminae agentes similaress
M01CC01 Penicilamina
M01CC02 Bucilamina

### M01CX Outros agentes antirreumáticos específicos
- M01C Agentes anti-reumáticos específicos